# Dumsane Mabuza
Dumsane Mabuza (* 18. Mai 1968) ist ein ehemaliger eswatinischer Amateurboxer.
Er trat bei den Olympischen Sommerspielen 1988 in Seoul an. Im Federgewichtsturnier schied er, nach einem Freilos in der 1. Runde, in seinem Zweitrundenkampf gegen Richard Pittman von den Cookinseln aus.